# Deixa't anar!
Deixa't anar! (originalment en italià, Lasciati andare) és una pel·lícula del 2017 dirigida per Francesco Amato. S'ha doblat i subtitulat al català.
La pel·lícula és una comèdia ambientada a Roma, protagonitzada per Toni Servillo, Verónica Echegui, Carla Signoris i Luca Marinelli. La pel·lícula es va estrenar als cinemes el 13 d'abril de 2017.

## Sinopsi
Un psicoanalista freudià que viu amb la seva exdona es veu obligat a practicar esport a causa del seu estat de salut. D’aquesta manera coneix la Clàudia, una entrenadora personal que el farà veure la vida d’una forma diferent.